# Petar Nenadić
Petar Nenadic (Belgrado, 28 de junio de 1986) es un exjugador serbio de balonmano que jugaba como central. Su último equipo fue el Khaleej Club. Fue un componente de la selección de balonmano de Serbia con la que logró la medalla de plata en el Campeonato Europeo de Balonmano Masculino de 2012 y el oro en los Juegos Mediterráneos de 2009. Es hermano del también jugador de balonmano Draško Nenadić.

## Palmarés

### Selección nacional
| Campeonato Europeo   | Campeonato Europeo | Campeonato Europeo | Campeonato Europeo |
| Año                  | Lugar              | Medalla            |                    |
| -------------------- | ------------------ | ------------------ | ------------------ |
| 2012                 | Serbia             | Medalla de plata   |                    |
| Juegos Mediterráneos |                    |                    |                    |
| Año                  | Lugar              | Medalla            |                    |
| 2009                 | Pescara            | Medalla de oro     |                    |

### Estrella Roja
- Liga de Serbia de balonmano (2): 2006, 2007

### Barcelona
- Liga de los Pirineos (1): 2008

### Füchse Berlin
- Mundialito de clubes (2): 2015, 2016
- Copa EHF (1): 2015

### Veszprém
- Copa de Hungría de balonmano (3): 2018, 2021, 2022
- Liga húngara de balonmano (1): 2019
- Liga SEHA (3): 2020, 2021, 2022

### Paris Saint-Germain
- Liga de Francia de balonmano (1): 2023

## Clubes
- Estrella Roja ( -2007)
- Algeciras Balonmano (2007)
- FC Barcelona (2007-2008)
- SC Pick Szeged (2008-2010)
- Team Tvis Holstebro (2010-2012)
- Orlen Wisła Płock (2012-2014)
- Füchse Berlin (2014-2018)
- MKB Veszprém (2018-2023)[3]
- Paris Saint-Germain (2023)
- Khaleej Club (2023-2024)